# Усадьба Ф. П. Яхонтовой (П. И. Константиновского)
Усадьба Ф. П. Яхонтовой (П. И. Константиновского) — памятник градостроительства и архитектуры в историческом центре Нижнего Новгорода. Построена в 1862—1899 годах. Авторы проектов зданий — архитекторы И. К. Кострюков и Н. Д. Григорьев.
Усадьба является неотъемлемым элементом района улиц Студёной, Славянской, Короленко и Новой — уникального заповедного места, с сохранившейся городской деревянной застройкой второй половины XIX — начала XX веков. Представляет собой образец деревянной и каменно-деревянной архитектуры Нижнего Новгорода.
В комплекс бывшей усадьбы входят три сохранившихся строения: главный дом, флигель и надворный флигель.

## История
Территория, где в будущем расположилась усадьба, расположена на южной границе исторической части Нижнего Новгорода, начало застройки которой относят к середине XIX века. После приезд в город императора Николая I, губернской строительной комиссией был разработан план мероприятий по обустройству Нижнего Новгорода, а губернский архитектор И. Е. Ефимов и инженер П. Д. Готман создали план с расширением территории города в южном направлении, утверждённый в 1839 году. На месте старых канатных заводов, существовавших с 1787 по 1824 года, стал формироваться новый селитебный район. На восток от Новой, или Новобазарной площади (пл. Максима Горького) была проложена улица Новая. Новая деревянная застройка по улице была зафиксирована уже на плане города от 1859 года. По северной стороне 160-го квартала, ещё только формировавшегося, вторым к западу от перекрёстка с Канатной (Короленко) улицей, было зафиксировано домовладение с садом.
В середине XIX века домовладение принадлежало коллежской секретарше Марье Васильевой, для которой по проекту архитектора А. А. Пахомова в 1847 году был построен деревянный дом у восточной границы участка. В начале 1860-х годов усадьба перешла к мещанке Флене Петровне Яхонтовой. В усадьбе было выстроено несколько деревянных зданий: у восточной границы — деревянный на каменном фундаменте флигель (по конфигурации совпадает с домом М. Васильевой), в юго-западном углу — деревянный погреб, на территории сада — баня. В 1862 году по проекту И. К. Кострюкова слева от флигеля был возведён новый деревянный дом на каменном полуподвале (сегодня — ул. Новая, 22а) и деревянные службы на границе двора и сада.
В 1888 году от наследником Яхонтовой домовладение перешло в собственность мещанки Авдотьи Ивановны Курочкиной, которая в тот же год перепродала усадьбу личному почётному гражданину Павлу Ивановичу Константиновскому. В 1891 году последний выстроил в юго-восточной части двора деревянный на каменном этаже флигель на несколько квартир, сдававшихся в наём (сегодня — ул. Новая, 22б), а также протяжённые деревянные службы с брандмауэром по западной границе домовладения. Проект зданий, предположительно, выполнил архитектор городской управы Н. Д. Григорьев, следивший за ходом строительных работ. На плане усадьбы этого времени показан уже не деревянный, а полукаменный флигель, построенный на месте дома М. Васильевой, возможно, на основе его фундамента (сегодня — ул. Новая, 22). В 1899 году флигель был перестроен: расширен с приспособлением под доходное жильё, фасады получили новый декор.
К началу XX века усадьба представляла собой городское домовладение с выраженной доходной функцией. В 1905 году она перешла во владение статского советника Александра Васильевича Завуланова. В 1915—1918 годах владельцем числился мещанин Фёдор Петрович Серебренников. Домовладение значилось в Первой Кремлёвской части, на Новой улице, 104 участок и имело полицейский номер 22.
После революции все здания усадьбы использовались как муниципальное жильё с несколькими квартирами в каждом доме.
В 2019 году главный дом усадьбы был отремонтирован в ходе волонтёрского фестиваля «Том Сойер Фест». Один из наличников был привезён на Петербургский экономический форум, как символ сохранения объектов культурного наследия.

## Архитектура
Усадьба является неотъемлемым элементом района улиц Студёной, Славянской, Короленко и Новой — уникального заповедного места, с сохранившейся городской деревянной застройкой второй половины XIX — начала XX веков.
Главный дом
Дом является одним из наиболее распространённых типов жилья нижегородцев второй половины XIX века, ярко отражает характерный стиль городской архитектуры того времени. Представляет собой образец небольшого деревянного дома, в основе объёмно-пространственной композиции — трёхоконный по главному фасаду полутораэтажный объём с боковым примыканием сеней. В декоративно-художественном оформлении фасадов проявилось влияние национальных традиций и приёмов народного зодчества. Очелья оконных наличников, с щипцовыми завершениями на «плечиках» и фриз, покрыты резными геометрическими и растительными орнаментами. Облик здания отражает взаимодействие профессиональных стилевых направлений (классицизм, эклектика) и народных традиций в деревянной застройке Нижнего Новгорода.
Флигель
Дом является ярким примером деревянной жилой архитектуры периода эклектики, в которой объёмно-пространственная композиция, свойственная традициям позднего классицизма, соединена с асимметрией фасада и характерным для своего времени нарядным убранством, опирающимся на сочетание различных приёмов деревянной резьбы.
- Фасад главного дома (1862).
- Флигель (1899).
- Дворовый флигель.